# (3729) Yangzhou
(3729) Yangzhou ist ein Asteroid des Hauptgürtels, der am 1. November 1983 am Purple-Mountain-Observatorium in Nanjing entdeckt wurde.
Der Asteroid wurde am 28. September 1999 nach der Stadt Yangzhou benannt.